# Гриваста гуска
Гриваста гуска (лат. Branta bernicla) врста је гуске из рода Branta. Врста је подељена у 3 подврсте, мада постоје струје које покушавају да докажу да се ради о одвојеним врстама.

## Опис
Гриваста гуска је мала врста гуске, са кратком и здепастим кљуном. Дужина тела птице је 55—66 центиметара, распоном крила 106—121 центиметара и масом од 0,88 до 2,2 килограма. Подрепак је чисто бео, а реп црне боје и кратак (најкраћи међу гускама).
Врста је подељена у 3 подврсте:
- Тамнотрба гриваста гуска B. b. bernicla (Linnaeus, 1758)
- Светлотрба гриваста гуска B. b. hrota (Müller, 1776)
- Црна гриваста гуска B. b. nigricans (Lawrence, 1846) (позната као Пацифичка гриваста гуска у Северној Америци)

Неке ДНК-а анализе указују на то да су ове три подврсте довољно различите да би се могле сматрати одвојеним врстама. Овај став није широко прихваћен, јер постоји низ података који подржава тврдњу да су оне једва врста.
Тело тамнотрбе гривасте гуске је униформно тамно сиво-браон обојено, где бокови и леђа нису значајно тамнији од остатка тела. Глава и врат су црне боје, са малом белом флеком са обе стране врата. Гнезди се на арктичким обалама централног и западног Сибира и зимује у западној Европи.
Светлотрба гриваста гуска делује црнкасто-браон са светло сивим деловима. Тело је са сиво-браон преливима, при чему су бокови и стомак значајно светлији од леђа и праве јак контраст. Глава и врат су црни, са малом белом флеком са обе стране врата. Гнезди се у Земљи Фрање Јосифа, на Свалбарду, Гренланду и североисточној Канади, а зимује у Данској, североисточној Енглеској, Ирској и на обали Атлантика САД, од Мејна до Џорџије.
Црна гриваста гуска делује црнкасто-браон и бела. Ова форма је јако контрастно црно-бела, са униформно тамно гараво-браон леђима, слично обојеним доњим делом тела (са црним перјем које се протеже најдаље ка задњем делу тела) и са упечатљиво белим боковима. Има веће беле флеке на врату, па изгледа као да формирају огрлицу. Гнезди се у северозападној Канади, Аљасци и источном Сибиру, а зимује на западној обали Северне Америке, од југозападне Аљаске до Калифорније, али неке и на источној обали Азије, у Јапану.
Азијска популација црне гривасте гуске се сматрала раније засебном подврстом orientalis на основу потврђене светлије обојености доњег перја, међутим, тај став је данас потпуно запостављен.
Четврта форма (позната под називом сива гриваста гуска, прелазна форма или сивотрба гриваста гуска) је предложена као подврста, мада не постоји ни један званични опис још увек, а гнезди се у централноарктичкој Канади (пре свега на Мелвилу) и зимује у Пугет заливу, на америчкој западној обали око границе САД и Канаде. Ово је прелазна форма између црне гривасте и светлотрбе гривасте гуске, са браон и сивим доњим перјем које не даје јак контраст са белим боковима. Узимајући ово у обзир, популација показује измешане карактеристике, па је на основу тога предложено да се, уместо посебне подврсте, ова форма сматра само резултатом мешања двеју форми.

## Станиште
Сматра се искључиво обалском птицом током зиме, ретко напушта плимске естуаре, где се храни свилином травом (Zostera marina) и морском травом, морском салатом из рода Ulva. На источној обали Северне Америке, укључивање морске салате у њихову исхрану је скорашња промена, изазвана пропадањем свилине траве 1931. године. Ова промена у станишту је могла да доведе до пропадања читаве популације ове врсте, али оне које су се навикле на измењену исхрану су помогле да се популација одржи до поновног појављивања свилине траве и од тада је морска салата постала једна од главних биљака у исхрани. Последњих деценија гриваста гуска је почела да се храни травама и житарицама на пољопривредним пољима. Ово понашање је научила од других врста гусака са којима је летела током миграције. Током сезоне гнежђења се храни, а на истом месту и гнезди, на влажним обалама тундре. Гнездо је зделасто, обложено травом и доњим перјем, на месту које је издигнуто посред мање баре.
Гриваста гуска је врста која је обухваћена Споразумом о заштити афричко-азијских миграторних птица мочварица (AEWA).

## Етимологија
Branta је латинизована форма старонордијске речи brandgás, која значи "спаљена" (црна) гуска и речи bernicla, која је средњевековна латинска реч за веслоношце. Гриваста гуска и њој слична белолика гуска су раније сматране једном врстом, јер је постојало веровање да су иста бића као и ракови, тј. да потичу од шкољкастих ракова. Овај мит потиче још од 12. века. Гералд из Камбреа је тврдио да је видео ове птице како висе са комада дрвета, а Вилијам Турнер (природописац) је прихватио ову теорију, док је Џон Џерард тврдио да је видео како птице излазе из шкољки ракова. Легенда је остала до 18. века. У Кери округу су до релативно скоро католици јели петком ову птицу, сматрајући је врстом рибе.